# Carlo Steeb
Carlo Steeb (Tubinga, 18 dicembre 1773 – Verona, 15 dicembre 1865) è stato un presbitero tedesco, fondatore (con Vincenza Maria Poloni) della congregazione delle Sorelle della Misericordia. Nel 1975 è stato beatificato da papa Paolo VI.

## Biografia
Carlo (o Karl) Steeb nacque a Tubinga il 18 dicembre 1773, in una famiglia protestante.
Il padre amministrava i beni del Ducato del Württemberg e gestiva un grande albergo. Carlo fu mandato prima a Parigi per fare pratica commerciale e successivamente a Verona, dove era molto sviluppata l’industria della seta e della lana. Imparò quindi a parlare correntemente il francese e l’italiano.
Verona in quegli anni stava vivendo una stagione religiosa intensa, cosa che spinse Carlo ad abbracciare la fede cattolica, nonostante l'opposizione dei genitori e poi a chiedere di divenne sacerdote l’8 settembre 1796. Il suo primo incarico fu di prendersi cura delle famiglie tedesche residenti a Verona. 
Scoppiata la guerra tra Napoleone e gli austriaci, Steeb si offrì di assistere i feriti negli ospedali e i prigionieri nelle carceri, favorito dalla conoscenza del francese e del tedesco, e per questo ricevette l’onorificenza della croce d’oro dell’imperatore Francesco Giuseppe. Successivamente, una epidemia di colera lo vide all’opera nel Lazzaretto che ospitava circa duemila infermi. 
Nel 1799 istituì una scuola per “Spedaliere”, sorelle infermiere destinate a prestare servizio negli ospedali militari e di campo; nel 1812 fu incaricato di insegnare il francese in seminario e in un collegio femminile. Tre anni più tardi, sconfitto Napoleone, il francese fu sostituita dal tedesco. poi  preferì continuare la sua opera nel Pio Ricovero di Verona dove, con l’appoggio dei vescovi Giuseppe Grasser e Pietro Aurelio Mutti, il 2 novembre 1840 fondò la congregazione delle Sorelle della Misericordia, impegnandovi i suoi pochi risparmi e i beni ereditati. L’istituto fu approvato il 10 settembre 1848. Don Carlo, dopo aver celebrato la messa nella nuova chiesa dell’Istituto, dedicata all’Immacolata, morì pochi giorni dopo, confortato dalle sue suore, il 15 dicembre 1856.

## Culto
Il processo di canonizzazione ebbe inizio il 6 luglio 1963, nonostante fosse stata condotta una fase preliminare dal 1949 al 1952.
Nel 1970 Papa Paolo VI riconobbe le sue virtù eroiche e lo dichiarò venerabile.
Il 6 luglio 1975 lo stesso pontefice lo proclamò beato, dopo averne riconosciuto un miracolo per sua intercessione.